# Lucas Glover
Lucas Hendley Glover (* 12. November 1979 in Greenville, South Carolina) ist ein US-amerikanischer Profigolfer der PGA TOUR und Gewinner der US Open 2009.
Nach dem Besuch der Clemson University mit Abschluss in Kommunikationswissenschaften und einer erfolgreichen Amateurlaufbahn, wurde er im Herbst 2001 Berufsgolfer und spielte die folgenden zwei Jahre auf der Nationwide Tour. Ab 2004 qualifizierte er sich für die PGA Tour, wo ihm 2005 der erste Turniersieg gelang. Im Juni 2009 gewann Glover die US Open am Bethpage Black Course in Farmingdale, NY mit zwei Schlägen Vorsprung.
Er ist einer von wenigen Spielern, die keinen Handschuh benutzen.

## Turniersiege (9)

### Major-Championship-Siege (1)
- 2009: US Open

### PGA-Tour-Siege (5)
- 2005: FUNAI Classic at the Walt Disney World Resort
- 2011: Wells Fargo Championship
- 2021: John Deere Classic
- 2023: Wyndham Championship
- 2023: FedEx St. Jude Championship

### Nationwide-Tour-Siege (1)
- 2003: Gila River Classic

### Weitere Turniersiege (2)
- 2001: Oklahoma Open
- 2009: PGA Grand Slam of Golf

## Ergebnisse bei Major-Turnieren
| Turnier               | 2002 | 2003 | 2004 | 2005 | 2006 | 2007 | 2008 | 2009 | 2010 | 2011 | 2012 | 2013 | 2014 | 2015 | 2016 | 2017 | 2018 |
| --------------------- | ---- | ---- | ---- | ---- | ---- | ---- | ---- | ---- | ---- | ---- | ---- | ---- | ---- | ---- | ---- | ---- | ---- |
| The Masters           | DNP  | DNP  | DNP  | DNP  | CUT  | T20  | DNP  | DNP  | T36  | CUT  | CUT  | 49   | T42  | CUT  | DNP  | DNP  | DNP  |
| U.S. Open             | CUT  | DNP  | DNP  | DNP  | CUT  | CUT  | DNP  | 1    | T58  | DNP  | CUT  | CUT  | CUT  | CUT  | CUT  | CUT  | CUT  |
| The Open Championship | DNP  | DNP  | DNP  | DNP  | CUT  | T27  | T78  | CUT  | T48  | T12  | CUT  | CUT  | DNP  | DNP  | DNP  | DNP  | DNP  |
| PGA Championship      | DNP  | DNP  | DNP  | CUT  | T46  | T50  | DNP  | 5    | CUT  | CUT  | CUT  | CUT  | CUT  | DNP  | DNP  | T33  | DNP  |

| Turnier               | 2019 | 2020 | 2021 | 2022 | 2023 | 2024 | 2025 |
| --------------------- | ---- | ---- | ---- | ---- | ---- | ---- | ---- |
| The Masters           | DNP  | CUT  | DNP  | T23  | DNP  | T20  | CUT  |
| PGA Championship      | T16  | CUT  | DNP  | T23  | DNP  | T43  | T37  |
| US Open               | CUT  | T17  | DNP  | DNP  | DNP  | CUT  | CUT  |
| The Open Championship | T20  | KT   | CUT  | DNP  | DNP  | CUT  | T23  |

LA= Bester Amateur

DNP = nicht teilgenommen (engl. did not play)

WD = aufgegeben (engl. withdrawn)

DQ = disqualifiziert

CUT = Cut nicht geschafft

„T“ geteilte Platzierung (engl. tie)

KT = Kein Turnier (wegen Covid-19)

Grüner Hintergrund für Siege

Gelber Hintergrund für Top 10

## Andere Turniersiege
- 2001: Oklahoma Open
- 2003: Gila River Classic at Wild Horse Pass Resort
- 2009: PGA Grand Slam of Golf

## Teilnahmen an Teamwettbewerben
Amateur
- Walker Cup: 2001

Professional
- Presidents Cup: 2007 (Sieger), 2009 (Sieger)